# Lyonia ovalifolia
Lyonia ovalifolia är en ljungväxtart som först beskrevs av Nathaniel Wallich, och fick sitt nu gällande namn av Carl Georg Oscar Drude. Lyonia ovalifolia ingår i släktet Lyonia och familjen ljungväxter.

## Underarter
Arten delas in i följande underarter:
- L. o. elliptica
- L. o. foliosa
- L. o. hebecarpa
- L. o. lanceolata
- L. o. rubrovenia
- L. o. tomentosa

## Bildgalleri

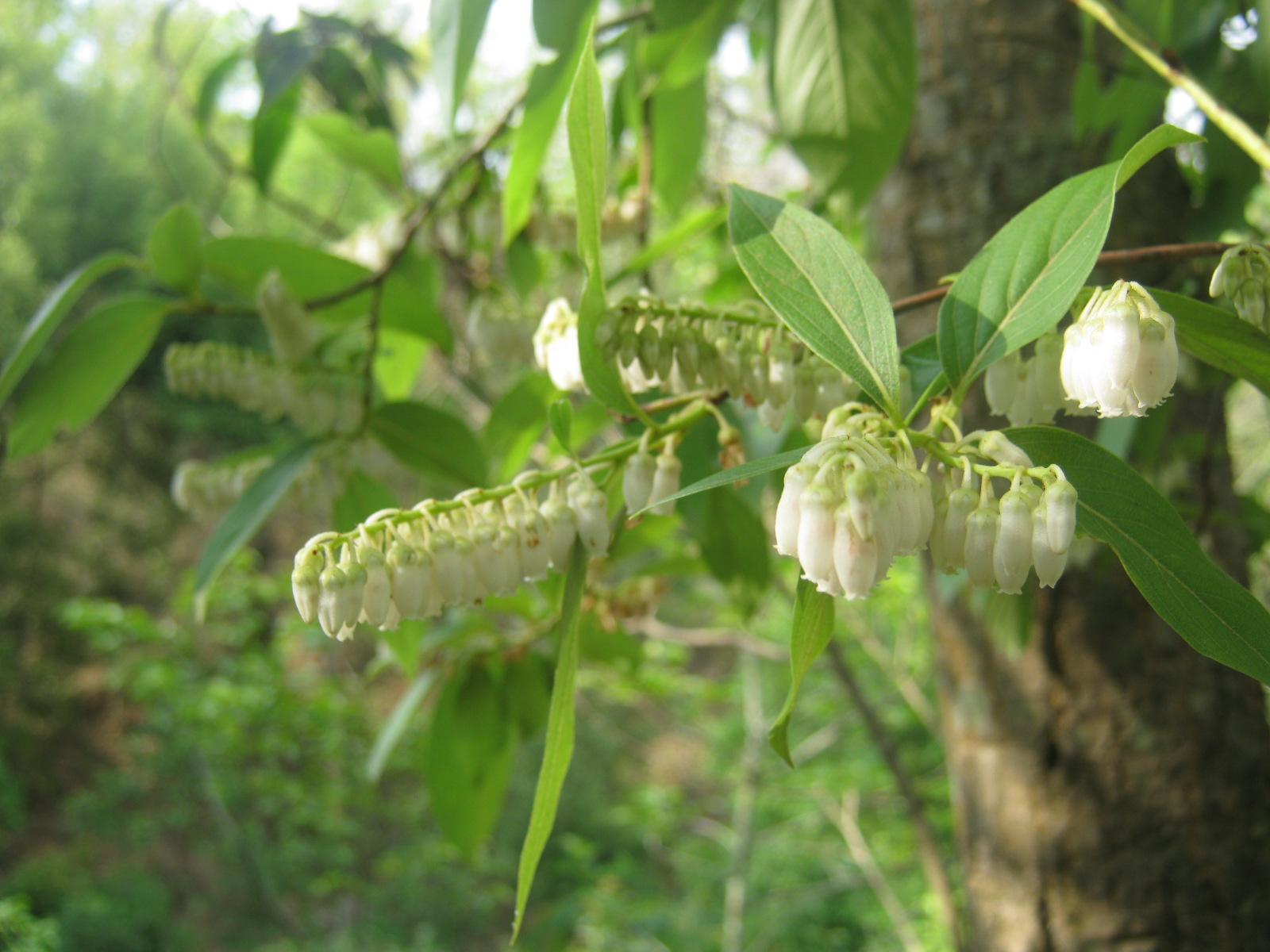
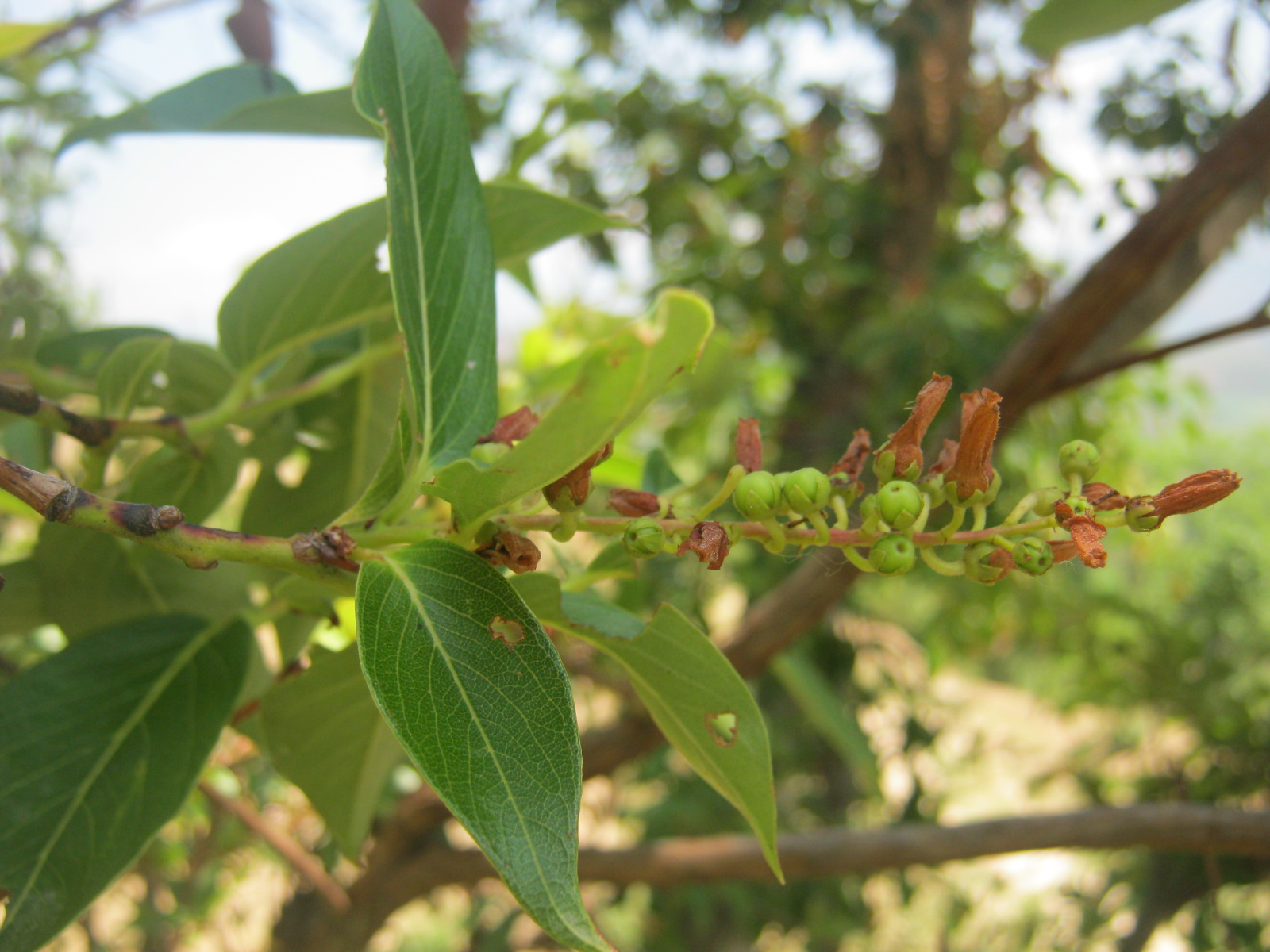
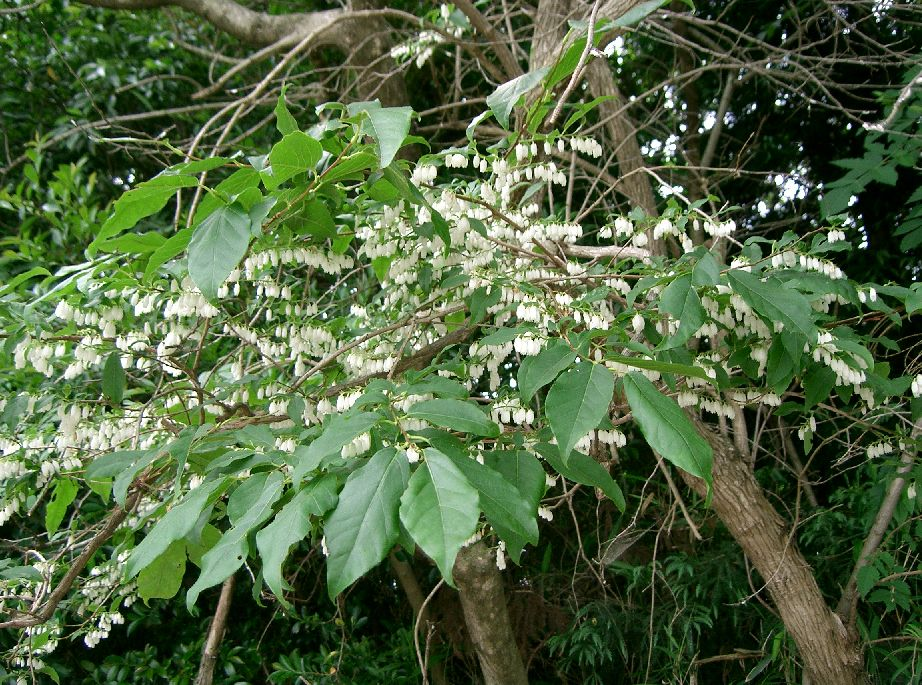
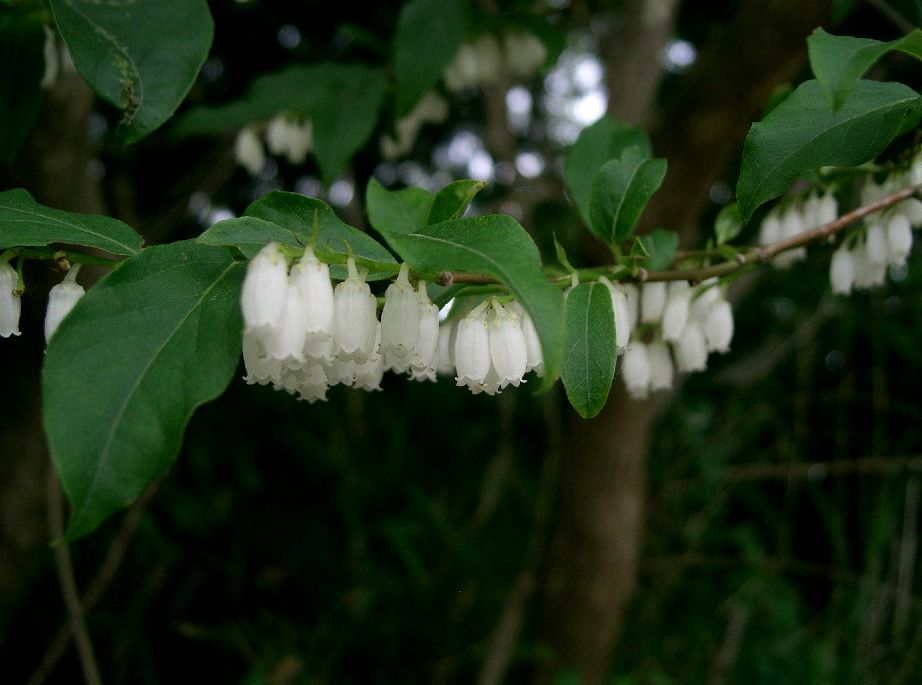
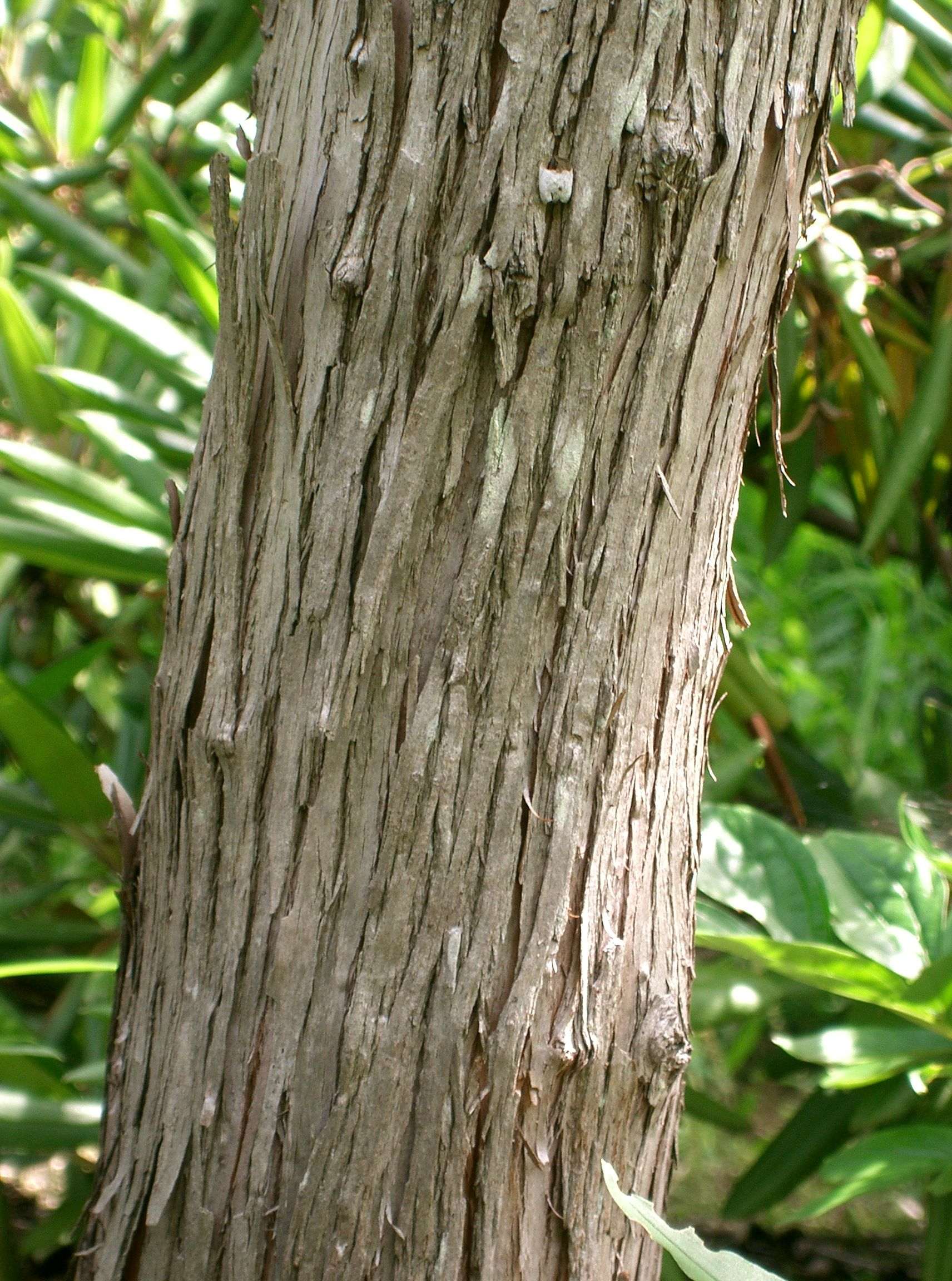
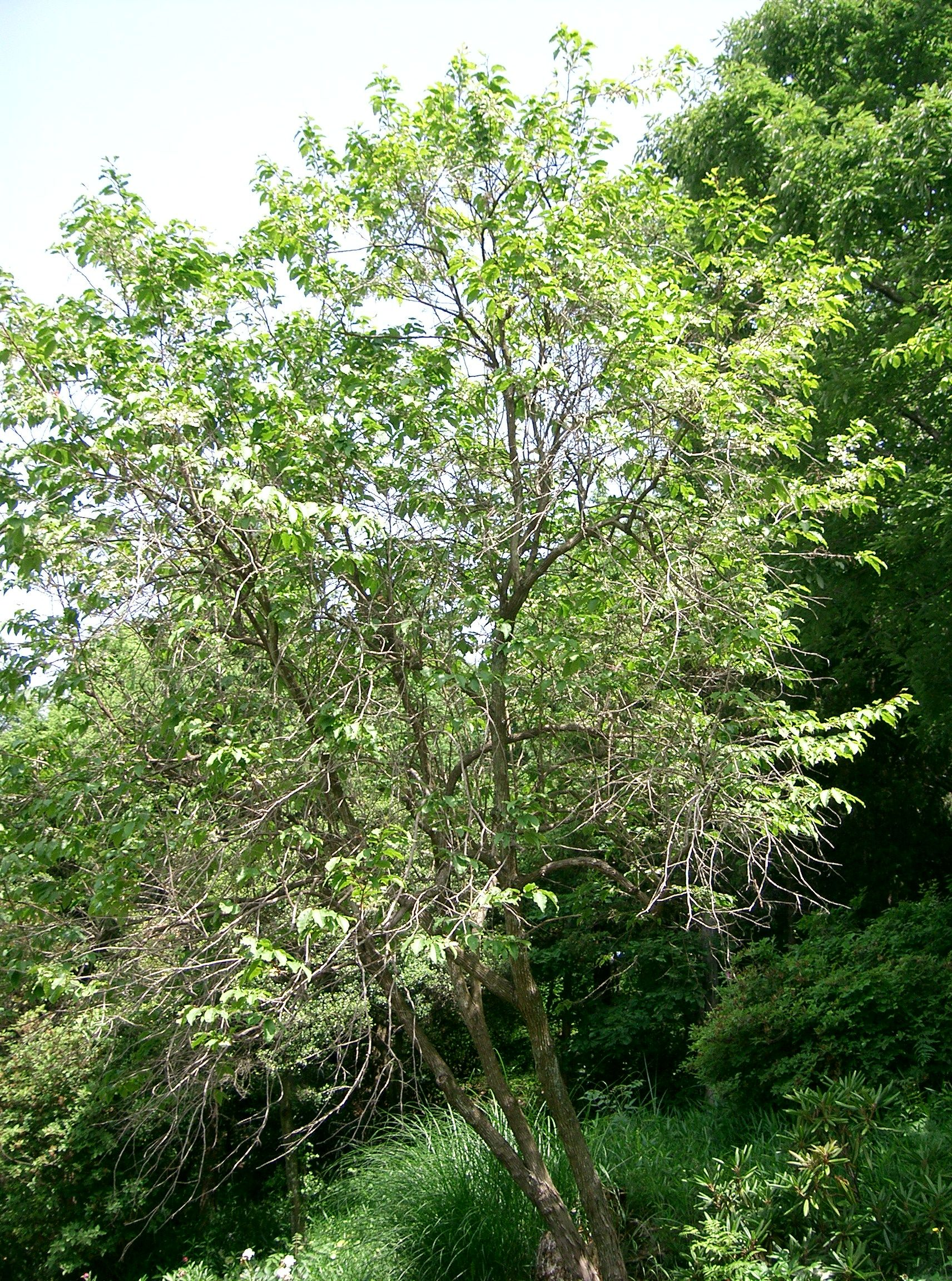